# Steve Morse Signature
La Steve Morse Signature è una chitarra elettrica prodotta dalla Music Man e progettata assieme al chitarrista Steve Morse nel 1987.

## Caratteristiche
Il corpo solido è in pioppo, il manico in acero e la tastiera a 22 tasti in palissandro. Questa chitarra è dotata di quattro pick-up, due humbucker DiMarzio e due single coil DiMarzio, con tre selettori grazie ai quali è possibile ottenere undici combinazioni di suoni differenti. La Steve Morse Signature è disponibile in due versioni, con ponte fisso o con tremolo Floyd Rose.
Nel 2005, per celebrare il ventennale del sodalizio tra Music Man e Steve Morse, ne è stata realizzata anche una nuova versione, la Steve Morse Signature SM-Y2D, con finiture speciali, un single coil in meno e un solo selettore dei pick-up a cinque vie.